# Kovács Gábor (erdőmérnök)
Kovács Gábor (Szeged, 1941. november 3. –) magyar erdőmérnök, egyetemi tanár.

## Élete, tevékenysége
Apja Kovács József, az Ásotthalmi Erdészeti Szakiskola oktatója volt, anyja Bodnár Margit, Kálmán nevű öccse pedig zenetanár, 2011-ben Kanadában elhunyt, Felesége Stojalowski Erika, könyvtáros volt nyugdíjazásáig a Nyíregyházi Főiskolán. Egy fiuk van, Dr. Kovács Gábor Ákos jogász.
A Nyíregyházi Vasvári Pál Gimnáziumban érettségizett, 1960-ban. Erdőmérnöki diplomát szerzett a soproni Erdészeti és Faipari Egyetem Erdőmérnöki Mérnöki karán, 1965-ben.
Kezdő mérnökként négy éven át a Nyírségi Állami Erdőgazdaságban dolgozott. Ezt követően közel tizenöt éven át a Felsőtisza-vidéki Vízügyi Igazgatóságnál tervezőmérnök, árvízvédelmi és folyószabályozási szakágazati vezető, majd az utolsó öt évben a nyíregyházi szakaszmérnökség irányítója volt. Közben a Budapesti Műszaki Egyetemen mezőgazdasági vízgazdálkodási szakmérnöki oklevelet szerzett. Munkájának meghatározó része: a környezet- és természetvédelem valamint a vízgazdálkodás kapcsolata.
1983-tól a Debreceni Erdőfelügyelőség Szabolcs-Szatmár megyei területi osztályvezetőjeként dolgozott, Nyíregyházán. Szakmai irányításának eredményeképpen a Szatmár-beregi tájban elsősorban őshonos fafajokból álló erdőket hoztak létre, míg a Nyírségi homokon az akác- és nyárgazdálkodás fejlesztését tartotta feladatának.
1993-tól a Felsőtiszai Erdő- és Fafeldolgozó Gazdaság, majd a jogutód Nyírerdő Rt. vezérigazgatója. Irányításával az erdőgazdaság szakmailag és pénzügyileg stabilizálódott, a térség meghatározó jelentőségű szakmai műhelyévé vált. 2004 óta nyugdíjas.
A Sóstó-Gyógyfürdők Zrt. felügyelő bizottsága elnöke 2010-2015 között.
2004. márciusától tíz éven át tulajdonosa és ügyvezető igazgatója az ERDŐTÁJ Kft.-nek. Erdészeti szaktanácsadással, erdőértékeléssel foglalkoznak. Tagja több civil szervezetnek, a Nyíregyházi Rotary klubnak elnöki tisztségét egy ciklusban töltötte be.
A Nyíregyházi Városi Református egyházközség presbitere volt a múltszázad nyolcvanas éveiben. A Magyarországi Református Egyház Zsinatának tagja volt egy ciklusban, majd zsinati világi bírónak választották meg. Két ciklusban egyházkerületi világi bírói tisztséget is vállalt.
A Debreceni Egyetemen négy erdészeti és vadgazdálkodási tárgy oktatására kérték fel. Címzetes egyetemi tanár. Tanított több agrár- felsőoktatási intézményben, munkakapcsolatot tart a hazai és számos külföldi erdészeti kutató intézettel, egyetemi tanszékekkel, ukrajnai és romániai erdészeti vállalkozásokkal.
Az alföldi erdőtelepítéssel, a Nyírség erdészeti és vízgazdálkodási problémáival, a nyárfatermesztés gyakorlati kérdéseivel, valamint a dámvaddal foglalkozó publikációi a hazai erdészeti szaksajtóban és külföldi kiadványokban egyaránt olvashatóak.
Az Országos Erdészeti Egyesület munkájában 1963. óta vesz rész. Volt helyi csoport titkár, majd 10 éven át a helyi csoport elnöke. Nyugdíjazását követően két ciklusban a díjbizottság tagjaként tevékenykedett.

## Elismerései
- Az Alföldi Erdőkért Emlékérem
- Az ÁPV Rt. Életmű Díja
- A Magyar Köztársasági Érdemrend lovagkeresztje (2004)
- Az Országos Erdészeti Egyesület Bedő Albert Emlékérme